# Cheong Jun Hoong
Cheong Jun Hoong (Ipoh, Malasia; 16 de abril de 1990) es una clavadista o saltadora de trampolín malasia especializada en plataforma de 10 metros, donde consiguió ser campeona mundial en 2017.

## Carrera deportiva
En el Campeonato Mundial de Natación de 2017 celebrado en Budapest (Hungría) ganó la medalla de oro en la plataforma de 10 metros, con una puntuación de 397 puntos, por delante de las saltadoras chinas Si Yajie (plata con 396 puntos) y Ren Qian (bronce con 391 puntos); además ganó la medalla de bronce en los saltos sincronizados desde la plataforma, tras las chinas y las norcoreanas, siendo su compañera de saltos Pandelela Rinong.
Y en los Juegos Olímpicos de Río de Janeiro 2016 ganó la plata en los saltos sincronizados desde plataforma de 10 metros.